# Список подводных тоннелей
Ниже представлен список наиболее известных подводных тоннелей.

## Общие сведения

1 — мост; 2 — «затопленный плавучий тоннель»; 3 — «погружная труба»; 4 — «под дном»

Подводным тоннелем называется тоннель, полностью или в значительной своей части находящийся под водой. Подводные тоннели достаточно затратны в строительстве и обслуживании, поэтому чаще всего они сооружаются там, где возведение моста или паромное сообщение невозможны, либо нерентабельны. Относительно короткие подводные тоннели могут быть как автомобильными, так и железнодорожными и автомобильно-железнодорожными, и пешеходно-велосипедными; однако самые длинные подводные тоннели мира являются исключительно железнодорожными (по ним курсируют только электровозы без выхлопных газов) — это связано со сложностями вентиляции.
Подводные тоннели бывают трёх типов: «погружная труба», «затопленный плавучий тоннель» и «под дном».
Согласно СНиПу 32-04-97, подводный тоннель — это «капитальное подземное сооружение для обеспечения движения транспорта и (или) прокладки инженерных коммуникаций под водой».
Согласно БРЭ, подводный тоннель — это «тоннель, сооружаемый для преодоления (пересечения) водной преграды с целью пропуска транспортных средств, пешеходов, прокладки инженерных коммуникаций и пр.»
По состоянию на 2022 год во всём мире построено более 150 подводных тоннелей, примерно две трети из которых предназначены для автомобильного и/или железнодорожного транспорта, а остальные — это водопроводы или кабельные тоннели.

## Преимущества и недостатки
Преимущества подводных тоннелей над мостами
- Подводный тоннель не мешает судоходству[8].
- Мост может быть закрыт в связи с погодными условиями, например, при сильном ветре.
- Извлечённый при строительстве тоннеля грунт может быть использован, например, для намывных территорий. Так, парк Самфир-Хо[англ.] был создан из грунта, извлечённого при сооружении Евротоннеля.
- С увеличением длины общая стоимость тоннеля растёт медленнее — с мостами ситуация обратная[8].

Преимущества подводных тоннелей над паромными переправами
- Паромная переправа может быть закрыта — с гораздо большей вероятностью, чем мост — в связи с погодными условиями.
- Движение по тоннелю во много раз быстрее, чем на пароме.
- У паромов гораздо ниже пропускная способность.

Недостатки подводных тоннелей перед мостами
- Подводные тоннели намного дороже мостов в плане обслуживания и безопасности.

Недостатки подводных тоннелей перед паромными переправами
- Подводные тоннели намного дороже паромных переправ в плане обслуживания и безопасности.
- Тоннель не обладает «гибкостью»: паромный же маршрут можно легко изменить в случае необходимости.

## Ныне существующие подводные тоннели
Сортировка по умолчанию — по длине, по убыванию. Также любой столбец можно отсортировать по алфавиту (возрастанию/убыванию), нажав на заголовок столбца.
| Название                        | Местонахождение | Длина, км                                          | Год открытия                                    | Комментарии, ссылки |
| ------------------------------- | --- | -------------------------------------------------- | ----------------------------------------------- | --- |
| Сэйкан                          | Япония, между островами Хонсю и Хоккайдо, под Сангарским проливом                                                                | 53,85                                              | 1988                                            | Самый глубоко залегающий под морским дном (опускается на глубину около 240 метров, на 100 метров ниже уровня морского дна) и второй по длине железнодорожный тоннель в мире. Длина подводной части — 23,3 км.                                                     |
| Евротоннель                     | Великобритания и Франция, под проливом Ла-Манш                                                                                   | 50,45                                              | 1994                                            | Самый длинный международный тоннель в мире. Длина подводной части — 37,9 км. См. тж. ст. Планируемые фиксированные морские линии Британских островов. |
| Рифаст                          | Норвегия, Ругаланн, между городами Ставангер и Странн                                                                            | 14,459                                             | 2019                                            | Самый длинный и самый глубокий подводный автомобильный тоннель в мире. Глубочайшая точка находится на отметке 292 м ниже уровня моря. См. также Список подводных тоннелей Норвегии.                                                                               |
| Мармарай                        | Турция, Стамбул, между районами Зейтинбурну и Кадыкёй, под проливом Босфор                                                       | 13,5                                               | 2013                                            | Часть одноимённой системы пригородных железнодорожных пассажирских перевозок Стамбула. |
| Эстурой                         | Фарерские острова, между островами Эстурой (посёлок Рунавуйк) и Стреймой (посёлок Стрендур), под проливом Tangafjørður           | 11,238                                             | 2020                                            | Первая и фактически единственная в мире подводная автомобильная развязка. Стоимость строительства составила около миллиарда крон. |
| Тоннель под Токийским заливом   | Япония, между Кавасаки (Канагава) и Кисарадзу (Тиба), под Токийским заливом                                                      | 9,6                                                | 1997                                            | |
| Бёмлафьорд                      | Норвегия, между островом Фёйно (Стур) и городом Свейу (Хордаланн), под фьордом Бёмла                                             | 7,82                                               | 2000                                            | Низшая относительно уровня моря точка (-262 м) всех европейских маршрутов. |
| Эйксуннский тоннель             | Норвегия, Мёре-ог-Ромсдал, между городами Эрста и Ульстейн, под фьордом Вартдалс                                                 | 7,765                                              | 2008                                            | Глубочайшая точка находится на отметке 287 м ниже уровня моря. |
| Ослофьорд                       | Норвегия, Бускеруд, между городами Хурум и Фрогн, под фьордом Осло                                                               | 7,306                                              | 2000                                            | |
| Тоннель под Амуром              | Россия, Хабаровск, Транссибирская магистраль, под рекой Амур                                                                     | 7,198                                              | 1942                                            | Дублирует Хабаровский мост. |
| Северн                          | Великобритания, между Южным Глостерширом (Англия) и Монмутширом (Уэльс), под рекой Северн                                        | 7,008                                              | 1886                                            | Длина подводной части — 3,62 км. |
| Нордкап                         | Норвегия, Тромс-ог-Финнмарк, Нордкап, от полуострова Порсангер до острова Магерёйа                                               | 6,875                                              | 1999                                            | |
| Гонконг — Чжухай — Макао        | Гонконг, Макао и Чжухай, под дельтой Жемчужной реки                                                                              | 6,7                                                | 2018                                            | Общая длина надводно-подводного комплекса (три вантовых моста, подводный тоннель и четыре искусственных острова) — 55 км. |
| Нордойа                         | Фарерские острова, между островами Эстурой (посёлок Лайрвуйк) и Борой (посёлок Клаксвуйк)                                        | 6,186                                              | 2006                                            | |
| Байфьорд                        | Норвегия, Ругаланн, между деревней Грёдем (Рандаберг) и островом Сокн (Ставангер), под фьордом Бай                               | 5,875                                              | 1992                                            | Глубина достигает 223 м ниже уровня моря. |
| Трансбей                        | США, Калифорния, между Сан-Франциско и Оклендом, под заливом Сан-Франциско                                                       | 5,8                                                | 1974                                            | |
| Хвальфьярдаргёйнг               | Исландия, между регионами Вестюрланд и Хёвюдборгарсвайдид, под фьордом Хваль                                                     | 5,77                                               | 1998                                            | Глубина достигает 165 м ниже уровня моря. Часть дороги Хрингвегюр. |
| Атлантический океан             | Норвегия, Мёре-ог-Ромсдал, между городами Кристиансунн и Аверёй                                                                  | 5,727                                              | 2009                                            | Часть Атлантической дороги. Глубина достигает 250 м ниже уровня моря. |
| Хитра                           | Норвегия, Трёнделаг, Хитра, между островом Хитра и континентом                                                                   | 5,645                                              | 1994                                            | |
| Большой Бостонский тоннель      | США, Массачусетс, Бостон | 5,6                                                | 2003                                            | |
| Тоннель под бухтой Цзяочжоувань | Китай, Шаньдун, Циндао, под бухтой Цзяочжоувань                                                                                  | 5,55                                               | 2011                                            | Тоннель открыт в один день с близлежащим мостом длиной 26,7 км. |
| Евразия                         | Турция, Стамбул, между районами Кумкапы и Кадыкёй, под проливом Босфор                                                           | 5,4                                                | 2016                                            | |
| Фрёйа                           | Норвегия, Трёнделаг, между городами Фрёйа и Хитра, под фьордом Фрёй                                                              | 5,305                                              | 2000                                            | |
| Фрейфьорд                       | Норвегия, Мёре-ог-Ромсдал, между городами Кристиансунн и Емнес, под фьордом Фрей                                                 | 5,086                                              | 1992                                            | |
| Воар                            | Фарерские острова, между островом Стреймой (город Торсхавн) и аэропортом «Воар»                                                  | 4,9                                                | 2002                                            | |
| Мастрафьорд                     | Норвегия, Ругаланн, город Ставангер, между островами Мостерёй и Реннесёй                                                         | 4,424                                              | 1992                                            | |
| Хальснёй                        | Норвегия, Хордаланн, город Квиннхерад, между островом Хальснёй и материком                                                       | 4,12                                               | 2008                                            | |
| Годёй                           | Норвегия, Мёре-ог-Ромсдал, город Йиске, между островами Йиске и Годёйа                                                           | 3,844                                              | 1989                                            | |
| Валер                           | Норвегия, Эстфолл, город Валер                                                                                                   | 3,755                                              | 1989                                            | |
| Каммон                          | Япония, между островами Хонсю и Кюсю, под проливом Каммон                                                                        | 3,604                                              | 1942                                            | |
| Эллингсёй                       | Норвегия, Мёре-ог-Ромсдал, город Олесунн, под фьордом Эллингсёй                                                                  | 3,52                                               | 1987                                            | |
| Тромсёсунн                      | Норвегия, Тромс-ог-Финнмарк, город Тромсё, между островом Тромсёя и материком, под проливом Тромсё                               | 3,5                                                | 1994                                            | |
| Новый тоннель под Эльбой        | Германия, Гамбург, под рекой Эльба                                                                                               | 3,325                                              | 1975                                            | |
| Истерн-Харбор-Кроссинг          | Гонконг, между островом Гонконг (район Куорри-Бей) и полуостровом Цзюлун (район Чхакуолэн), под бухтой Виктория                  | 3,3                                                | 1989                                            | |
| Лефортовский тоннель            | Россия, Москва, ТТК, под рекой Яуза                                                                                              | 3,246                                              | 2003                                            | Широко известен под названием «Тоннель смерти» из-за многочисленных ДТП. |
| Куинсуэй                        | Великобритания, между Ливерпулем и Беркенхедом, под рекой Мерси                                                                  | 3,24                                               | 1934                                            | |
| Вардё                           | Норвегия, Тромс-ог-Финнмарк, Вардё, между островом Вардёйа и деревней Свартнес (полуостров Варангер)                             | 2,89                                               | 1982                                            | |
| Тоннель Бруклин — Бэттери       | США, Нью-Йорк, между Бруклином и Манхэттеном, под проливом Ист-Ривер                                                             | 2,779                                              | 1950                                            | |
| Фаннефьорд                      | Норвегия, Мёре-ог-Ромсдал, город Молде, под фьордом Фанне                                                                        | 2,743                                              | 1991                                            | |
| Ря                              | Норвегия, Тромс-ог-Финнмарк, город Тромсё, между островом Сёр-Квалёй и материком                                                 | 2,675                                              | 2011                                            | |
| Тоннель Холланда                | США, между Нью-Джерси (Джерси-Сити) и Нью-Йорком (Сохо)                                                                          | 2,608                                              | 1927                                            | |
| Тоннель Линкольна               | США, между Нью-Джерси (Уихокен) и Нью-Йорком (Мидтаун)                                                                           | 2,504 (центральный) 2,281 (северный) 2,440 (южный) | 1937 (центральный) 1945 (северный) 1957 (южный) | Комплекс из трёх тоннелей. |
| Флеккерёй                       | Норвегия, Вест-Агдер, Кристиансанн                                                                                               | 2,321                                              | 1989                                            | |
| Тоннель под Сиднейской бухтой   | Австралия, Сидней, под Сиднейской бухтой                                                                                         | 2,3                                                | 1992                                            | |
| Тоннель под Енисеем             | Россия, Красноярский край, Сухобузимский район, близ города Железногорск, под рекой Енисей                                       | 2,2                                                | 1985                                            | Полузаброшен. |
| Бьорёй                          | Норвегия, Хордаланн, между городами Эйгарден и Берген                                                                            | 2,012                                              | 1996                                            | |
| Вестерн-Харбор-Кроссинг         | Гонконг, между островом Гонконг (район Сайвань) и полуостровом Цзюлун (район Западный Коулун), под бухтой Виктория               | 1,97                                               | 1997                                            | |
| Тоннель Куинс — Мидтаун         | США, Нью-Йорк, между Манхэттеном и Куинсом, под проливом Ист-Ривер                                                               | 1,955                                              | 1940                                            | |
| Скатестраум                     | Норвегия, Вестланн, город Бремангер, между островами Ругсундёй и Бремангерландет                                                 | 1,902                                              | 2002                                            | |
| Кросс-Харбор                    | Гонконг, между островом Гонконг (район Козуэй-Бей) и полуостровом Цзюлун (районы Чимсачёй-Ист и Хунхам-Бей), под бухтой Виктория | 1,86                                               | 1972                                            | |
| Квалсунн                        | Норвегия, Тромс-ог-Финнмарк, город Тромсё, между островами Сёр-Квалёй и Рингвассёй                                               | 1,685                                              | 1988                                            | |
| Тоннель Ахмеда Хамди            | Египет, под Суэцким каналом | 1,63                                               | 1981                                            | |
| Тоннель Актион — Превеза        | Греция, залив Амвракикос, между мысом Акциум и городом Превеза                                                                   | 1,57                                               | 2002                                            | |
| Тоннель Детройт — Уинсор        | США (Мичиган, Детройт) и Канада (Онтарио, Уинсор) под рекой Детройт                                                              | 1,57                                               | 1930                                            | |
| Ротерхайт                       | Великобритания, Лондон, между районами Лаймхаус (Тауэр-Хамлетс) и Ротерхайт (Саутуарк), под рекой Темза                          | 1,482                                              | 1908                                            | Редкий пример совмещённого автомобильно-велосипедно-пешеходного тоннеля. |
| Блэкуолл                        | Великобритания, Лондон, между боро Тауэр-Хамлетс и Гринвич, под рекой Темза                                                      | 1,35 (западный) 1,174 (восточный)                  | 1897 (западный) 1967 (восточный)                | Комплекс из двух тоннелей. |
| Тоннель порта Майами            | США, Флорида, город Майами, между шоссе MacArthur Causeway (остров Уотсон) и портом Майами (остров Додж), под заливом Бискейн    | 1,3                                                | 2010                                            | |
| Тоннель под Коацакоалькосом     | Мексика, Веракрус, между городом Коацакоалькос и посёлком Вилья-де-Альенде, под рекой Коацакоалькос                              | 1,1                                                | 2017                                            | Первый (и пока единственный) подводный тоннель Мексики строился 13 лет и широко известен в стране как «памятник коррупции». |
| Бьорвика                        | Норвегия, Осло, между районами Бьорвика и Филипстад                                                                              | 1,084                                              | 2010                                            | |
| Бэнкхед                         | США, Алабама, город Мобил, под рекой Мобил                                                                                       | 1,033                                              | 1941                                            | |
| Канонерский тоннель             | Россия, Санкт-Петербург, Кировский район, между Гутуевским и Канонерским островами, под Невской губой                            | 0,927                                              | 1983                                            | |
| Клайд                           | Великобритания, Шотландия, Глазго, под рекой Клайд                                                                               | 0,762                                              | 1963                                            | |
| Тоннель Джорджа Мэсси           | Канада, Британская Колумбия, между городами Ричмонд и Делта, под рекой Фрейзер                                                   | 0,629                                              | 1959                                            | До 1967 года назывался «Тоннель острова Дис», после чего был переименован в честь политика Неемии Джорджа Мэсси. |
| Вулидж                          | Великобритания, Лондон, между районами Олд-Вулидж (Гринвич) и Норт-Вулидж (Ньюэм), под рекой Темза                               | 0,504                                              | 1912                                            | Пешеходный тоннель. |
| Старый тоннель под Эльбой       | Германия, Гамбург, под рекой Эльба                                                                                               | 0,426                                              | 1911                                            | |
| Тауэрский тоннель               | Великобритания, Лондон, между районом Тауэр-Хилл (Тауэр-Хамлетс) и улицей Тули-стрит, под рекой Темза                            | 0,41                                               | 1869                                            | Первый год был железнодорожным, с 1870 по 1894 год — пешеходным (проход стоил пол-пенни), после (в связи с открытием бесплатной альтернативы — Тауэрского моста) был продан London Hydraulic Power Company и стал техническим-водопроводным.                      |
| Тоннель под Темзой              | Великобритания, Лондон, между районами Ротерхайт и Уоппинг, под рекой Темза                                                      | 0,396                                              | 1843                                            | Строился в течение 18 лет с огромным трудом. Первоначально был предназначен для движения конных экипажей и пешеходов, в 1869 году стал железнодорожным (East London line), с 2010 года является частью системы London Overground. См. тж. ст. Тоннели под Темзой. |
| Гринвичский пешеходный туннель  | Великобритания, Лондон, между районами Гринвич (Гринвич) и Миллуолл (Тауэр-Хамлетс), под рекой Темза                             | 0,37                                               | 1902                                            | |

## Планируемые и строящиеся подводные тоннели
- Тоннель под Беринговым проливом — проект соединения Евразии и Северной Америки (Чукотки и Аляски) железнодорожным тоннелем протяжённостью 86 км под Беринговым проливом.
- Тоннель под Бохайским заливом — китайский проект тоннеля под Бохайским проливом, который соединит Бохайский залив и Корейский залив Жёлтого моря, соединит города Далянь на Ляодунском полуострове и Яньтай на Шаньдунском полуострове.
- Орловский тоннель — автомобильный тоннель под Невой в Санкт-Петербурге. Соединит Смольную и Свердловскую набережные. Строительство начнётся в 2039 году[14].
- Подводный тоннель между Японией и Южной Кореей — между Японией и Южной Кореей. Длина по кратчайшему пути (через острова Ики и Цусима) составит 182 км.
- Тоннель между Хельсинки и Таллином — соединит Хельсинки и Таллин под дном Финского залива. Бюджет строительства составит от 9 до 13 миллиардов евро, а ввод в эксплуатацию может быть осуществлён в течение 5—7 лет после начала строительства[15].
- Стамбульский тоннель — соединит стамбульские районы Шишли и Бейкоз. Длина — 6,5 км, ориентировочная стоимость — 3,5 млрд долл.
- Фемарнбельтский тоннель — соединит острова Лолланн (Дания) и Фемарн (Германия) под проливом Фемарн-Бельт. Строительство начато в 2021 году, открытие запланировано на 2029 год[16].
- Рогфаст[англ.] — между коммунами Рандаберг и Букн (провинция Ругаланн, Норвегия). Строительство начато в 2018 году, открытие запланировано на 2031 год. Длина тоннеля составит 27 км, глубина достигнет 392 метров ниже уровня моря[17].
- Пинанг[англ.] — соединит города Баттерворт[англ.] (Себаранг-Перай[англ.]) и Джорджтаун на острове Пинанг в штате Пинанг, Малайзия. Длина составит 7,2 км; строительство началось в 2016 году, открытие запланировано на 2025 год[18].
- Тоннель под Гибралтарским проливом — между Гибралтаром и Танжером (Марокко). Длина — от 23 до 40 км, глубина — до 300 м.[19]
- Подводный тоннель Скоростной дороги Пекин — Тайбэй — длина составит 100—150 км.
  - Проект тоннеля под Тайваньским проливом[англ.] — между уездом Пинтань (континентальный Китай) и городом Синьчжу (остров Тайвань) под Тайваньским проливом. Длина составит почти 150 км. Тайвань считает проект неосуществимым и не поддерживает проект[20].
- Транспортный переход между Сахалином и Хоккайдо — между островами Сахалин (Россия) и Хоккайдо (Япония) под проливом Лаперуза. Длина тоннеля составит 51 км. Российская сторона относится к проекту скептически[21].
- Тоннель между Мальтой и Гоцо[англ.] — между островами Мальта и Гоцо (Мальта). Длина составит 13 км. Начало работ запланировано на 2022 год, окончание — на 2026 год[22].
- Сандойар[англ.] — между островами Стреймой и Сандой (Фарерские острова). Длина составит 10,7 км, глубина — 155 м ниже уровня моря. Открытие запланировано на 2023 год[23].
- Тоннель под Свиной[пол.] — между островами Узедом и Волин (Польша), под рекой Свина. Длина — 1,44 км. В сентябре 2021 года тоннель был завершён[24], но по состоянию на октябрь 2022 года движение по нему не открыто.

## Незавершённые подводные тоннели
- Пиванский тоннель — наряду с Дуссе-Алиньским тоннелем является одним из первых тоннелей БАМа. Ровесник тоннеля под Амуром.
- Сахалинский тоннель — через пролив Невельского от мыса Лазарева на материке к мысу Погиби на Сахалине, одна из строек ГУЛАГа МВД СССР и МПС СССР.
- Тоннели под Днепром — стройка началась в 1938 году, но завершить её помешала начавшаяся война.

## Бывшие подводные тоннели
- Тоннель под Евфратом — самый старый подводный тоннель в мире: сооружён между 2180 и 2160 годами до нашей эры[25]. Был построен под рекой Евфрат, чтобы соединить две части Вавилона в старой Месопотамии[26].

## Вымышленные подводные тоннели
- Трансатлантический тоннель